# Pippin der Jüngere

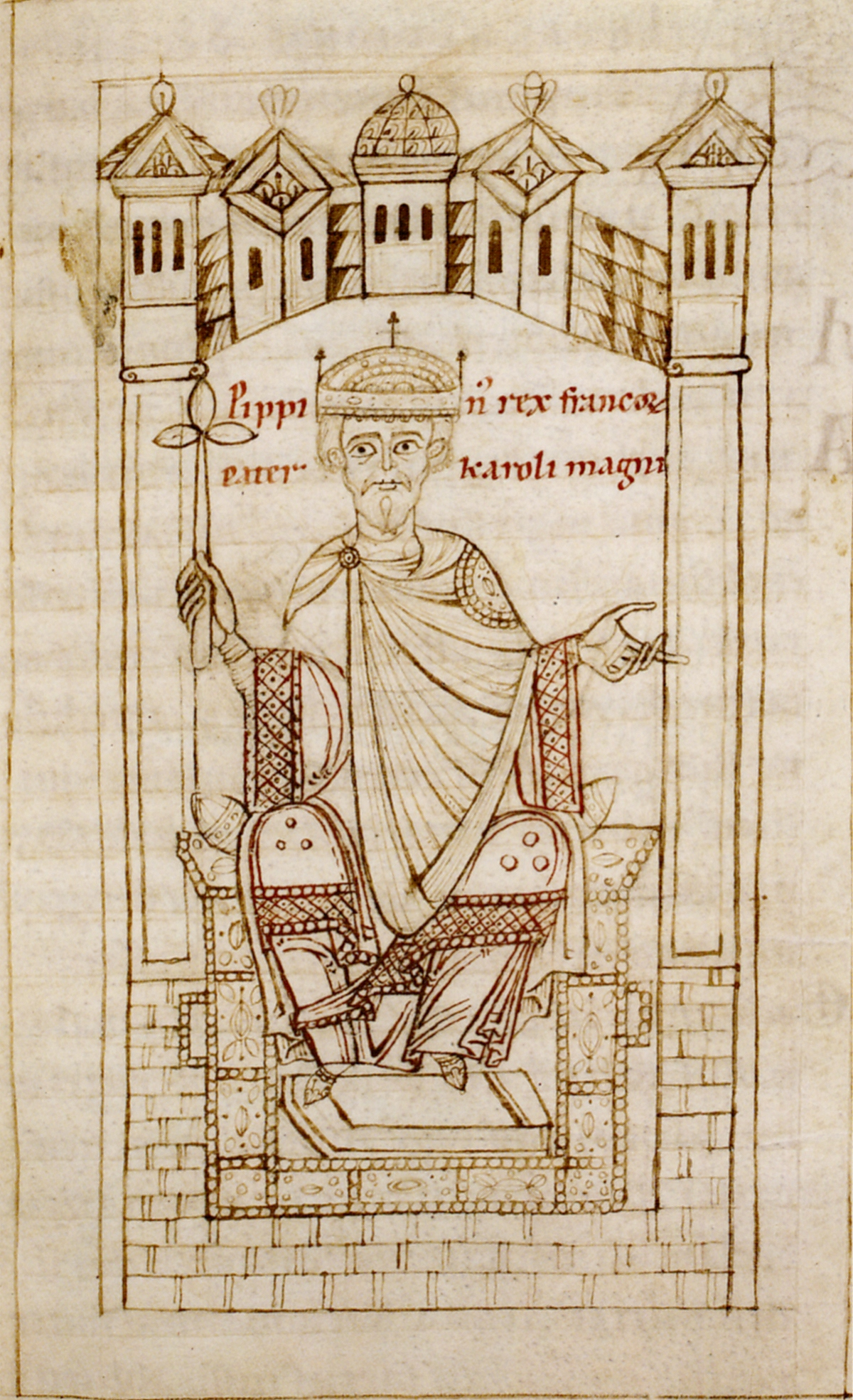
Mittelalterliche Darstellung Pippins (um 1114)

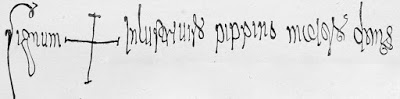
Unterschrift Pippins um 750

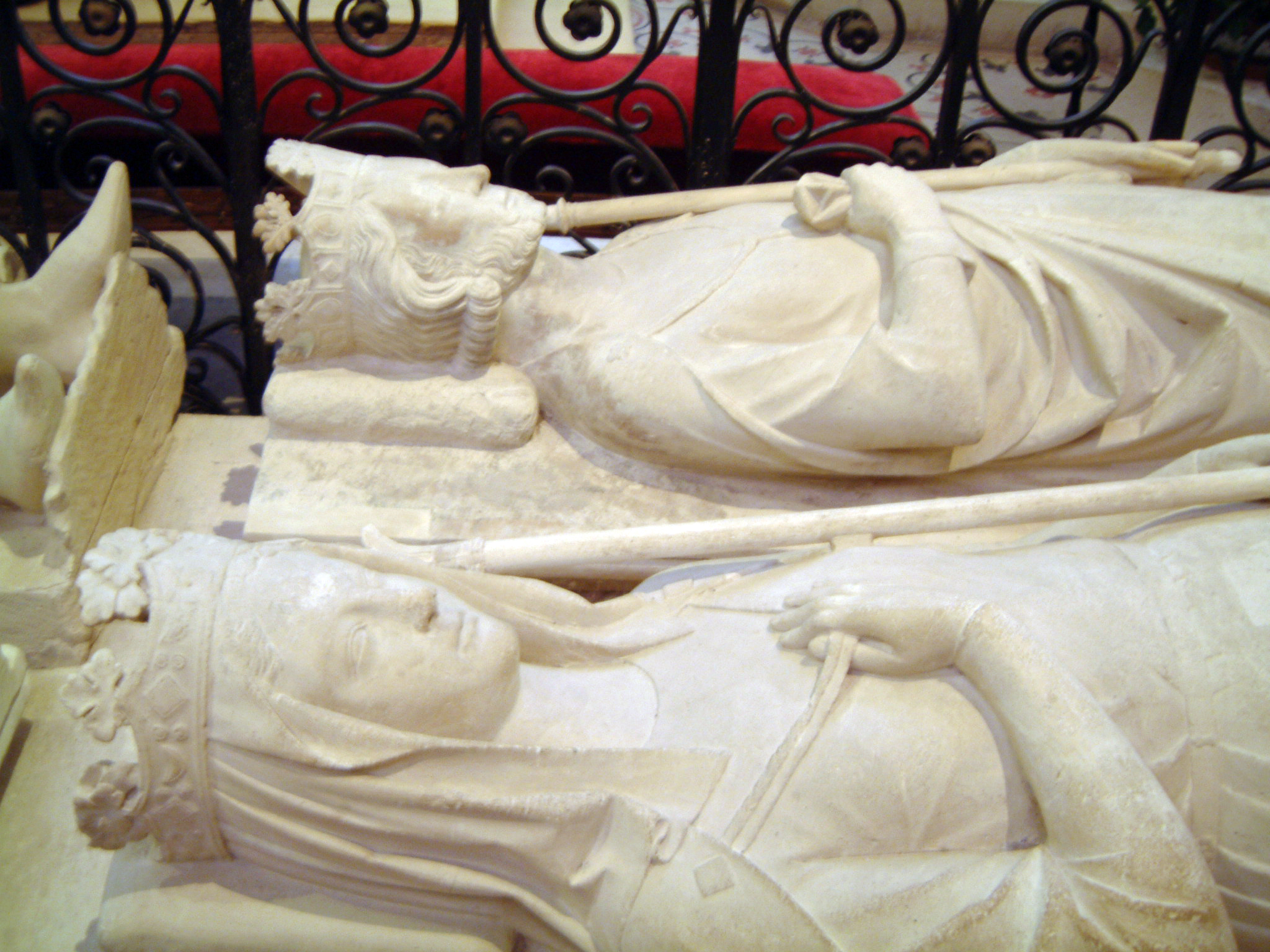
Grabmal Pippins und seiner Ehefrau Bertrada der Jüngeren in der Basilika Saint-Denis

Pippin der Jüngere, genannt auch Pippin III., Pippin der Kurze oder Pippin der Kleine, französisch Pépin Le Bref (* 714; † 24. September 768 in Saint-Denis bei Paris) war ein fränkischer Hausmeier aus dem Geschlecht der Karolinger und ab Ende 751 König der Franken. Er war der jüngere Sohn Karl Martells und der Vater der späteren Könige Karl der Große und Karlmann I.

## Leben
Pippin wurde 714 als zweiter Sohn Karl Martells und dessen erster Ehefrau Chrotrud geboren und im Kloster Saint-Denis erzogen.
Im März 741 teilte Karl Martell das Reich zwischen den Söhnen aus erster Ehe, Karlmann und Pippin, auf, wobei sich über Art und Durchführung die wenigen, späterer Zeit entstammenden Quellen widersprechen. Karlmann bekam Austrien, Alemannien und Thüringen, während Pippin Neustrien, Burgund und die Provence erhielt. Kurz vor seinem Tod änderte Karl Martell sein Testament. Grifo, sein Sohn von Swanahild, bekam nun auch seinen Teil. Nach dem Tode Karl Martells ergriff Karlmann seinen Halbbruder Grifo mit dessen Mutter und setzte beide in unterschiedlichen Klöstern fest. 742, nach dem Aquitanien-Feldzug, teilten Karlmann und Pippin in Vieux Poitiers den Annales regni Francorum zufolge das Reich endgültig unter sich auf. Da seine Macht jedoch nicht gefestigt schien, setzte Karlmann 743 mit Childerich III. erneut einen merowingischen König ein, um so seinem Amt als Hausmeier eine königliche Legitimierung zu geben.
Nachdem Karlmann die alamannische Oberschicht im Blutgericht zu Cannstatt 746 liquidiert und das weitgehend noch eigenständige Herzogtum beseitigt hatte, hob Pippin dort auch die Herzogswürde auf und setzte in Bayern 749 Herzog Odilos unmündigen Sohn Tassilo III. als Herzog unter fränkischer Oberhoheit ein.
Zwischen den beiden Brüdern scheint es grundsätzlich kein Einvernehmen und keine erfolgreiche Kooperation gegeben zu haben. Als Karlmann 747, laut den karolingerfreundlichen Quellen, seine Länder Pippin übergab und sich in die Klöster Monte Soracte und Monte Cassino zurückzog, scheint es zumindest Gerüchte gegeben zu haben, dass dieser Rückzug nicht ganz freiwillig war. Pippin ließ explizit in zeitgenössischen Quellen erwähnen, dass es allein der Entschluss seines Bruders gewesen sei. Er übernahm dann jedoch unter Umgehung möglicher Erbrechte von Karlmanns Kindern und von seinem Halbbruder Grifo die Regentschaft des ganzen Frankenreichs, die allerdings nicht unangefochten blieb. So musste er erneut eine Empörung Grifos unterdrücken.

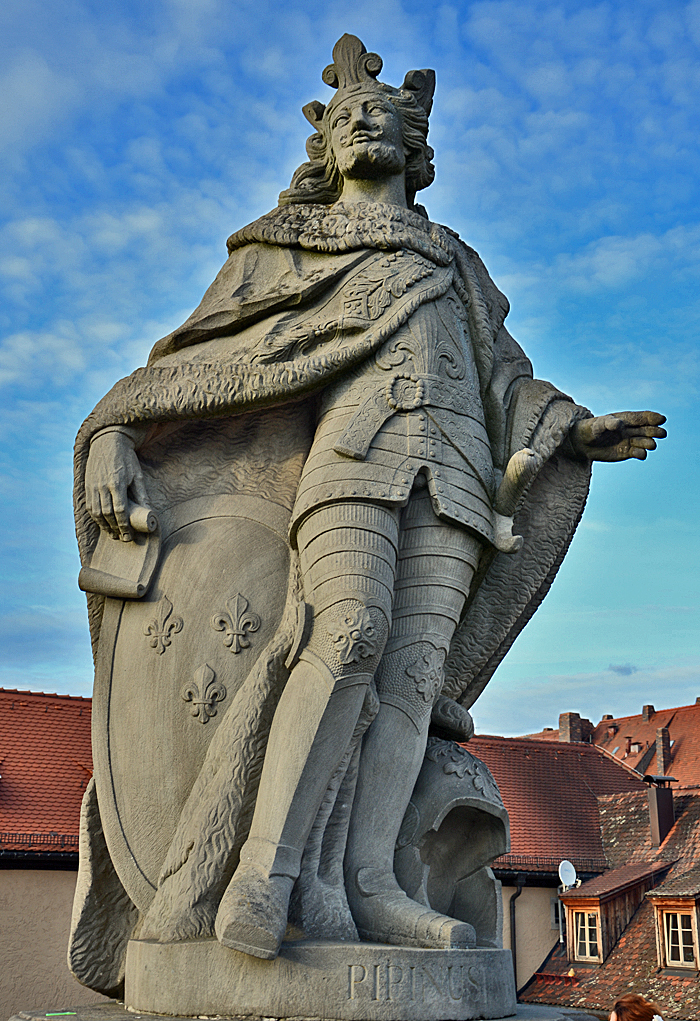
Statue Pippins auf der Alten Mainbrücke in Würzburg

Pippin war bestrebt, nach dem Amt des Hausmeiers auch den Königstitel zu erlangen. Die faktische Macht lag schon lange bei den karolingischen Hausmeiern. Die merowingischen Könige waren nur noch dem Namen nach die Herrscher. Zur Legitimation dieser Titelübernahme bediente sich Pippin nach Darstellung der fränkischen Reichsannalen des Papstes Zacharias. Pippin schickte dazu seine wichtigsten Ratgeber, Fulrad von Saint-Denis und Bischof Burkard von Würzburg, nach Rom zum Papst mit der Frage: „Wegen der Könige in Francia, die keine Macht als Könige hätten, ob das gut sei oder nicht.“ Wunschgemäß antwortete der Papst: „Es ist besser, den als König zu bezeichnen, der die Macht hat.“ Im November 751 ließ sich Pippin durch eine Versammlung der Franken in Soissons nach Absetzung Childerichs III., der in die Abtei Saint-Bertin (Sithiu) verwiesen wurde, zum König (rex Francorum) ausrufen und beendete damit die Reihe der Könige aus dem Geschlecht der Merowinger.
Ende des Vorjahres zum König erhoben, schenkte Pippin im Jahr 752 dem Bistum Würzburg den Zehnten von 26 Fiskalgütern (nicht Königshöfen): Ingelheim am Rhein, Riedfeld im Rangau (heute Ortsteil von Neustadt/Aisch), Rügshofen im Volkfeld, [Bad] Kreuznach (an der Nahe), Nierstein (am Rhein), (Groß-)Umstadt, Albstatt (wüst auf der Gemarkung von Roßbrunn westl. Würzburg), (Gau-)Königshofen, Sonderhofen, Gollhofen, (Burg-)Bernheim, Ickelheim, Willanzheim, (Grafen-)Rheinfeld, Gänheim im Gozfeld, Prosselsheim, Hallstadt im Radenzgau, Königshofen an der Tauber, [Bad] Königshofen (i. Grabf.), Salz (bei Bad Neustadt/S.), Hammelburg, Iphofen, Dettelbach, (Ober-)Pleichfeld, Heilbronn und Lauffen.

Territoriale Situation Europas im Jahre 737 n. Chr.

Mit der Wahl Pippins zum König begann die Königsherrschaft der Karolinger im Frankenreich. Die exakte Rolle des Papstes bei diesem Vorgang wurde später unterschiedlich gesehen: Während Rom von einer Art autoritativer Aufforderung zur Krönung und damit einem päpstlichen Verfügungsrecht über das Königtum ausging, verstanden die weltlichen Großen das „Weistum“ des Papstes eher als eine Art Gutachten. Als der von den Langobarden bedrängte Papst Stephan II. in das Frankenreich kam, um Pippin um Hilfe zu bitten (6. Februar 754 in Ponthion), ließ sich dieser am 28. Juli 754 samt seinen Söhnen Karlmann und Karl in der Basilika Saint-Denis von ihm salben.
Im Frühjahr 755 zog Pippin nach Italien. Der Langobardenkönig Aistulf, in Pavia belagert, zeigte sich entgegenkommend, brach aber nach Pippins Abzug seine Zusagen und belagerte den Papst in Rom. Pippin kehrte 756 zurück, zwang Aistulf zur Anerkennung der fränkischen Oberherrschaft und zur Abtretung des Exarchats von Ravenna, das Pippin dem Papst schenkte (Pippinische Schenkung), und übernahm das Patriziat über die Stadt Rom.
753 und 757 führte er erfolgreich Kriege gegen die Sachsen und trieb durch die Eroberung Narbonnes die Sarazenen über die Pyrenäen. 760 bis 768 unternahm er wiederholt Feldzüge gegen Herzog Waifar von Aquitanien. Überdies konnte er Herzog Tassilo III. von Bayern 757 zur Leistung des Vasalleneides zwingen.
Vor seinem Tode teilte Pippin das Reich unter die Söhne Karl (747 oder 748–814) und Karlmann I. (751–771) auf.
Pippin starb am 24. September 768 in Saint-Denis bei Paris und wurde im Westen vor der dortigen Klosterkirche, der heutigen Kathedrale von Saint-Denis, beigesetzt. Bei der Plünderung der Königsgräber von Saint-Denis während der Französischen Revolution wurde sein Grab im August 1793 geöffnet und ausgeraubt, seine Überreste wurden in einem Massengrab außerhalb der Kirche beerdigt.
Von seiner Ehefrau Bertrada der Jüngeren hatte er außer Karl und Karlmann noch vier weitere Kinder:
- Gisela (* 757, † 810) wurde 788 Äbtissin von Chelles
- Pippin (* 759, † 761)
- Rothaid, begraben in Abtei Sankt Arnulf in Metz
- Adelheid, begraben in St. Arnulf in Metz

Eine Gedenktafel für ihn fand Aufnahme in die Walhalla bei Regensburg.

## Kontroverse um Pippins Königssalbung
Die Rolle des Bonifatius bei Pippins Königssalbung von 751 wird in der Wissenschaft kontrovers diskutiert. Dass Bonifatius Pippin damals gesalbt habe, wird erst in Quellen berichtet, die ein bis zwei Generationen nach dem Ereignis entstanden (Reichsannalen, Metzer Annalen), in zeitgenössischen Quellen wie der Fredegar-Fortsetzung und den Bonifatius-Briefen ist dies nicht erwähnt. In der Geschichtswissenschaft wird die Bonifatiussalbung daher teils skeptisch betrachtet, teils aber auch für möglich gehalten.
Unklar ist auch, ob gegebenenfalls das Vorbild der Westgoten eine Rolle gespielt haben könnte, die bis zum Untergang ihres Reiches enge Kontakte zu den Franken gepflegt hatten und deren Herrscher spätestens seit Wamba gesalbt worden waren. Eine andere These bezieht sich darauf, dass Pippin nicht nur sich, sondern auch seine Frau salben ließ. Das Ritual ähnelt zunächst dem der Salbung Sauls durch den Propheten Samuel im Alten Testament. Doch durch die Einbeziehung seiner Frau werden die eventuellen Nachkommen in das Ritual einbezogen. Die Einbeziehung des Papstes und der Bischöfe sollte dabei für die entsprechende Aufmerksamkeit sorgen, da es innerhalb der Familie einen Streit um die Nachfolge gab und hier eine unbestreitbare Lösung präsentiert werden sollte.
Josef Semmler stellte 2003 die den bisherigen Forschungsstand völlig in Frage stellende These auf, dass es 751 überhaupt keine Salbung gegeben habe, während die Salbung 754 durch Papst Stephan II. keine Königssalbung war, sondern nur eine so genannte „postbaptismale Taufsalbung“ gewesen sei, was seitdem kontrovers diskutiert wird.
Falls Semmlers These zutreffend wäre, würde jedoch im Hinblick auf den symbolisch-rituellen Aspekt selbst eine nur fiktiv vollzogene Salbung von Bedeutung sein. Denn sie wurde als legitimierender Faktor in den karolingischen Quellen festgehalten und wurde somit wirksamer Bestandteil der symbolisch-politischen Kommunikation.

## Beiname
Pippins Beiname „der Kurze“ oder „der Kleine“ kommt nicht, wie gelegentlich behauptet, von der falschen Übersetzung des lateinischen „Pippinus minor“ für „Pippin den Jüngeren“. Vielmehr war „Pippin der Kurze“ (lateinisch: Pippinus brevis) ein Beiname, der ursprünglich in Quellen des 11. und 12. Jahrhunderts Pippin dem Mittleren beigelegt wurde (so bei Ademar von Chabannes und noch im 13. Jahrhundert in den Grandes Chroniques de France). Die Übertragung des Beinamens auf Pippin den Jüngeren dürfte ab dem 12. Jahrhundert unter Einfluss einer bereits 883/884 von Notker Balbulus aufgeschriebenen Anekdote erfolgt sein (Gesta Karoli Magni, Buch 2, Kap. 15). Danach habe Pippin der Jüngere einen Löwen mit dem Schwert besiegt und sich dabei mit dem kleinen David, wie er dem großen Goliat gegenüberstand, sowie mit dem kleinwüchsigen Alexander dem Großen verglichen. Gottfried von Viterbo nennt Pippin den Jüngeren in seinem „Königsspiegel“ (Speculum regum, 1183) sogar Pippinus nanus, also „Pippin den Zwerg“. Einige spätere Autoren sind ihm darin gefolgt, so Sicardus von Cremona in seiner Universalchronik (Chronica universalis, 1213).
Für die Zuweisung des Beinamens „der Kurze“ an Pippin den Jüngeren spielte wohl ebenso eine Rolle, dass man die Größe seines Sohnes Karls des Großen mit einem kleinen Vorgänger kontrastieren wollte. Ein weiterer Erklärungsansatz geht davon aus, dass sich der Beiname „der Kurze“ auch aus dem Namen Pippin heraus angeboten hat, da „Pippin“ als „Kleiner“ (ursprünglich ein Kosename für ein kleines Kind) gedeutet werden kann. In der heutigen deutschen Geschichtswissenschaft ist der Beiname „der Kurze“ ungebräuchlich; allgemein wird von Pippin dem Jüngeren gesprochen, was auf seine Stellung als dritter und jüngster Hausmeier dieses Namens zurückgeht. Im Englischen (Pepin the Short) und Französischen (Pépin le Bref) ist die Bezeichnung dagegen noch heute geläufiger, vergleiche den Buchtitel von I. Gobry (2001).